# Fran Levstik
Fran Levstik (Velike Lašče, 29 settembre 1831 – Lubiana, 16 novembre 1887) è stato uno scrittore sloveno.

## Biografia
Riformatore della lingua e dello stile, fu poeta e prosatore, politicamente fu vicino ai liberali sloveni. Come poeta, per lo più di poesia erotica, cantò gli aspetti gioiosi della vita, mentre come prosatore, con il racconto satirico Martin Krpan, simbolo del martoriato popolo sloveno sotto gli Asburgo, si scagliò contro la corte di Vienna.
Direttore del giornale Naprej, orientato su posizioni liberali, e militante del fronte dei Mladoslovenci (i Giovani sloveni), fu un convinto sostenitore del programma di una Slovenia libera e unita.
Personalità centrale nel contesto del processo di rinnovamento della cultura slovena alla metà dell'Ottocento, nel 1858 pubblicò Gli errori dello sloveno scritto, il manifesto che gettò le basi della letteratura nazionale, in cui Levstik espresse le proprie idee sul futuro della letteratura slovena, la quale avrebbe dovuto essere realistica e ispirata alle tradizioni popolari (tra i suoi seguaci vi fu Josip Jurčič).

## Opere

### Poesia
- Pesmi (1854)
- Tonine pesmi (1859)
- Franjine pesmi (1870)
- Pripovedne pesmi
- Refleksije
- Satire
- Pesmi za mladino

### Prosa
- Bučelstvo (1853)
- Martin Krpan z Vrha (1858)
- Popotovanje iz Litije do Čateža (1858)
- Deseti brat (1863)
- Sveti doktor Bežanec v Tožbanji vasi (1870)
- Kdo je napravil Vidku srajčico (1877)

### Teatro
- Juntez (1855)
- Tugomer (1876)

### Traduzioni in italiano
- Martin Krpan, in Novellieri slavi, traduzione di Giovanni Maver, Roma, De Carlo, 1946.
- Chi ha fatto la camicina di Paolino, Firenze, Bemporad Marzocco, 1960.